# Julius Lips

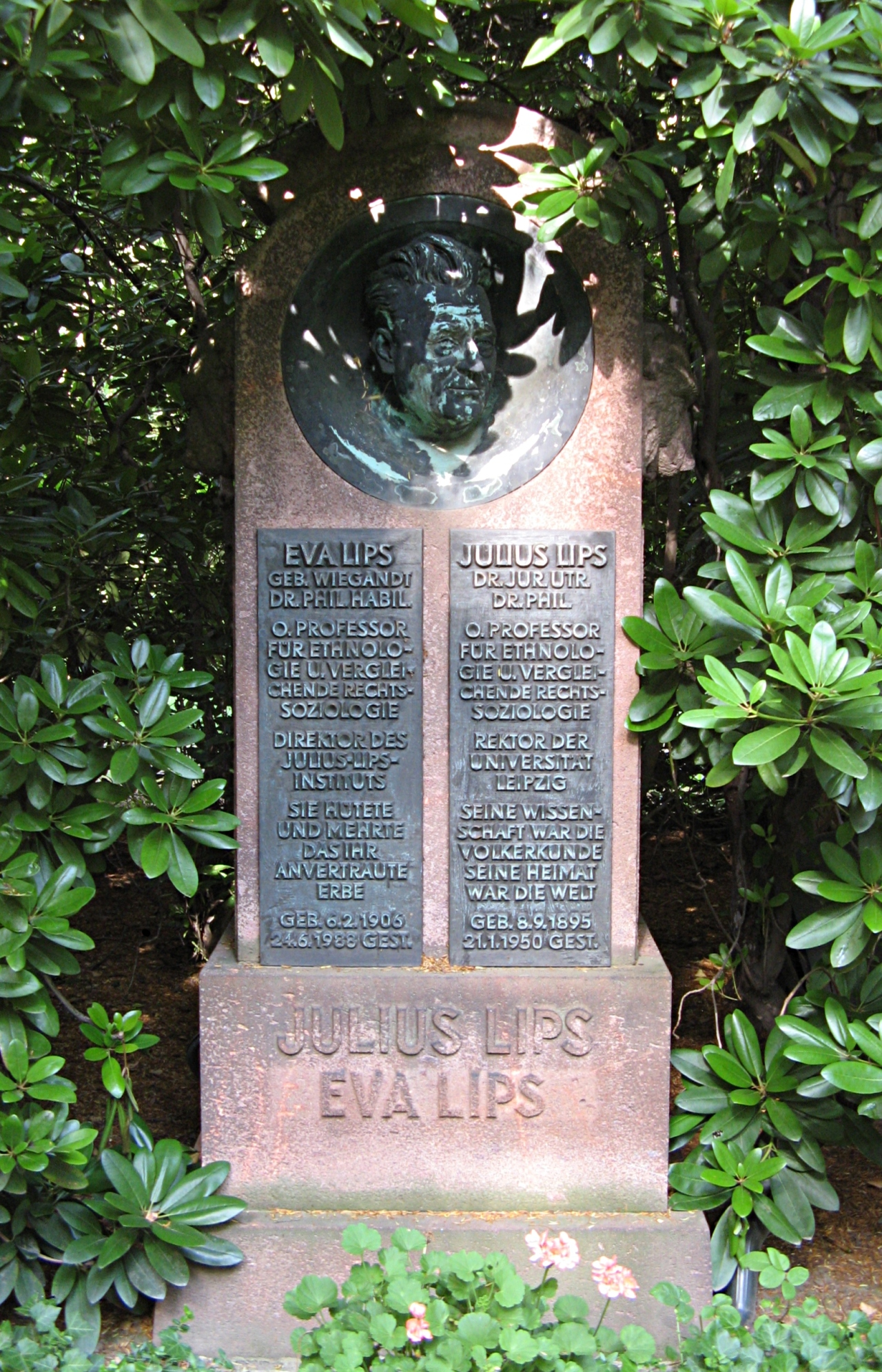
Lápida de Julius Lips y su esposa Eva en el cementerio sur de Leipzig, junio de 2007

Julius Ernst Lips (* 8 de septiembre de 1895 en Saarbrücken; † 21 de enero de 1950 en Leipzig ) fue un etnólogo y sociólogo alemán. Sufrió la marginación del régimen nazi, emigró a Francia y, de allí, a los Estados Unidos. 

## Carrera
De 1914 a 1916 fue soldado en la Primera Guerra Mundial. Lips estudió derecho, ciencias humanas, economía y psicología en la Universidad de Leipzig y completó sus estudios con los títulos de Dr. med. Phil. (1919) y el dr. jur. UTR. (1925). En 1925 se casó con Eva Lips, (Wiegandt, 1906-1988). Desde 1925 emprendió viajes dentro de Europa y hacia América. Entonces era empleado en el Museo de Etnología en Colonia. De 1926 a 1933 fue miembro de la facultad de la Universidad de Colonia. En 1926 completó su habilitación con Fritz Graebner sobre las "trampas de los pueblos primitivos" y se convirtió en profesor privado de etnología y sociología . Desde 1929 hasta 1933, Lips fue profesor de etnología y sociología en la Universidad de Colonia y desde 1928 el sucesor de Graebner como director del Museo de Etnología de Colonia (hoy Rautenstrauch-Joest-Museum). 

## Opositor de los nacionalsocialistas
Julius Lips se negó a poner la etnología al servicio de la doctrina racial nacionalsocialista. El 28 de marzo de 1933 solicitó licencia por razones políticas y renunció.El 13 de octubre de 1933, el alcalde de Colonia despidió a Lips como director del museo en conformidad con el artículo 4 de la Ley de Restauración del Servicio Civil Profesional, con pérdida de salarios y derechos de pensión. El 27 de diciembre de 1933, el ministro del Interior de Prusia retiró su permiso para enseñar.  Posteriormente fue privado de la ciudadanía alemana y su propiedad fue confiscada.
Lips tomó en 1933 una cátedra visitante en la Sorbona y el Musée de l'Homme (París). En 1938, la Universidad de Leipzig lo reconoció por el doctorado.

## Emigración
En 1934, Lips emigró de París a EE.UU., donde inicialmente recibió un aprendizaje en la Universidad de Columbia hasta 1937 a través de la mediación de Franz Boas. De 1937 a 1939 fue director del Instituto de Antropología de la Universidad de Howard en Washington D. C. Fundó el Departamento de Etnología en esta importante universidad "negra" de los Estados Unidos. Hasta 1938 realizó viajes anuales a Europa, especialmente a París. Desde 1940 fue miembro de la facultad de la Nueva Escuela de Investigación Social de Nueva York. 

## Resistencia
Lips participó en intentos de frente unido similares al círculo de Lutetia en Francia. En 1937 trabajó en la Liga de Libertad Socialistas. En 1944 fue miembro del Consejo para una Alemania democrática. En 1947 investigó con su esposa Eva Lips en el Naskapi en Labrador y el Ojibwa. 

## Regreso
En 1948 regresó a Alemania vía Copenhague . A pesar de la oferta de poder reanudar sus enseñanzas en Colonia, en 1949 decidió concurzar a una plaza en Leipzig, porque se negó a cooperar con los científicos nacionalsocialistas en Colonia. Se convirtió en profesor de etnología y sociología comparativa del derecho en la Universidad de Leipzig y en 1949 su rector. Se especializó en derecho natural y ciencias humanas económicas, con especial atención en varias tribus indias. Desde 1949 fue miembro de pleno derecho de la Academia de Ciencias de Sajonia. Después de su muerte en 1950, su esposa se hizo cargo de la publicación de sus obras. El Instituto Leipzig recibió después de su muerte el nombre Instituto de Etnología y Sociología Comparativa de Derecho Julius Lips. 

## Obras (selección)
- Inglés: The Savage Hits Back, o el hombre blanco a través de los ojos nativos . Dickson, Londres 1937 (digitalizado). 
  - Versión alemana, con Eva Lips: Der Weiße im Spiegel der Farbigen. Seemann, Leipzig 1983; Hanser, München 1984.
- Inglés: Tiendas de campaña en el desierto. Lippincott, Filadelfia / Nueva Yorck 1942. 
  - Alemán: Zelte in der Wildnis. Indianerleben in Labrador. Danubia-Verlag, Wien 1946; häufige Neuauflagen bis 1985, auch mit Nachwort von Eva Lips und Illustrationen.
- Inglés: El origen de las cosas. Wyn, Nueva York 1947. 
  - Alemán: Vom Ursprung der Dinge. Eine Kulturgeschichte des Menschen.  Verlag Volk und Buch, Leipzig 1951.
- Die Erntevölker, eine wichtige Phase in der Entwicklung der menschlichen Geschichte. Rektoratsrede am 31. Oktober 1949 in der Kongresshalle zu Leipzig. Akademie-Verlag, Berlín 1953.

## Enlaces web
- Bibliografía relacionada con Julius Lips en el catálogo de la Biblioteca Nacional de Alemania.  Julius Lips. Exposición Colonia, primavera de 2018, programa que acompaña a "Der Wilde contraataca". Una exposición como provocación anticolonial. Representaciones coloniales europeas de la colección Lips. Hasta el 3. Junio de 2018, Rautenstrauch-Joest-Museum.
- Exposición Colonia 2018, Deutschlandfunk Kultur : Anna Brus en conversación con Dieter Kassel, 16. Marzo 2018; con el ejemplo de la imagen